# Ligne de Lunéville à Einville

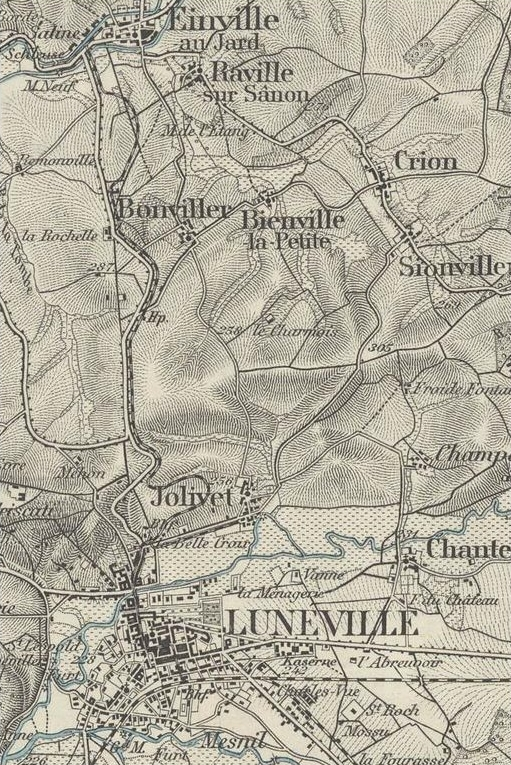
Tracé du LE.

La ligne de Lunéville à Einville constitua une ligne de chemin de fer d'intérêt local à voie métrique du département de Meurthe-et-Moselle, aboutissant à Lunéville et joignant cette ville au terminus d'Einville-au-Jard.

## Chronologie
- 30 septembre 1901 : Signature de la convention entre le département de Meurthe-et-Moselle et la compagnie du chemin de fer de Lunéville à Einville.
- 15 octobre 1901 : Décret déclarant l'utilité publique de la ligne et approuvant la convention[1].
- 1er mai 1902 : Ouverture de la ligne « urbaine » entre Lunéville-Est et Lunéville-Jolivet.
- 2 juin 1902 : Ouverture de la section Lunéville-Jolivet — Einville[2].
- 8 août 1902 : Ouverture de l'embranchement de Lunéville-Jolivet à Jolivet-Village.
- 29 juin 1911 : Ouverture, par la compagnie des chemins de fer de l'Aube rétrocessionnaire du chemin de fer de Lunéville à Blâmont et à Badonviller, du raccordement de Jolivet entre Chanteheux et Lunéville-Jolivet.
- 5 janvier 1921 : Décret autorisant la compagnie des chemins de fer départementaux de l'Aube à exploiter le tramway de Lunéville à Einville jusqu'au 31 décembre 1925.
- 22 juin 1922 : Décret approuvant la convention du 7 décembre 1920 de rachat de la concession par le département de Meurthe-et-Moselle à la compagnie du chemin de fer de Lunéville à Einville[3].
- 1924 : Fin du service sur l'embranchement de Jolivet-Village (inexploité en service voyageurs depuis la fin de la Première Guerre mondiale).
- 23 novembre 1926 : Décret approuvant la convention du 31 juillet 1926 prévoyant l'affermage de la ligne à la compagnie des chemins de fer départementaux de l'Aube à compter du 1er janvier 1926[4].
- 31 octobre 1937 : Fin du service voyageurs et fermeture totale du tronçon urbain.
- 15 septembre 1942 : Fin du service marchandises et fermeture totale de la ligne.
- 4 octobre 1943 : Déclassement de la ligne[5].

## Historique

### Du projet initial à la mise en service
Des études d'un projet de ligne débutent en 1882. Les salines de Sommerviller et celles de la vallée du Sânon s'y intéressent. Deux avant-projets proposent de relier Einville à Lunéville d'une part ou à Varangéville d'autre part mais ils se heurtent, jusqu'en 1898, au veto de l'autorité militaire dans l'intérêt de la défense du territoire.
Un autre projet avec une voie de 0,60 m sur un tracé routier permet de contourner ce veto et l'utilisation d'une voie métrique. Une enquête publique est lancée le 23 avril 1899 à laquelle les industriels et les communes répondent favorablement. Seule la Compagnie de l'Est s'oppose momentanément à la pénétration de la ligne dans la gare de l'Est de Lunéville. La “Compagnie du chemin de fer de Lunéville à Einville” est créée le 15 novembre 1899 pour la construction de la ligne. Le décret déclarant d'utilité publique l'établissement d'une ligne de tramway entre Lunéville et Einville est signé le 14 novembre 1901.
La longueur de la ligne est de 9 898 mètres. Le terminus voyageurs, avec plaque tournante de retournement, se fait dans la cour de marchandises de la gare à Lunéville. La ligne se termine par un terminus voyageurs et marchandises sur la port d'Einville.
Dès le départ, en 1902, le matériel comporte deux locomotives à deux essieux 020T L. Corpet et L. Louvet de Paris plus une autre locomotive à deux essieux de type Brown construite par SCM Winterthus en Suisse. En 1907, la Brown est remplacée par une Corpet-Louvet à trois essieux. Les wagons sont tous fabriqués par de Dietrich à Lunéville.
Dès le 1er mai 1902, le service est assuré en ville de Lunéville avec quatre arrêts : Place Léopold; Rue Banaudon-Grande Rue, Place du château et Place des Carmes. Le 2 juin 1902, la totalité de la ligne jusqu'à Einville est reconnue et fonctionne sans inauguration officielle. En novembre 1902, un embranchement vers Jolivet est ouvert aux voyageurs.

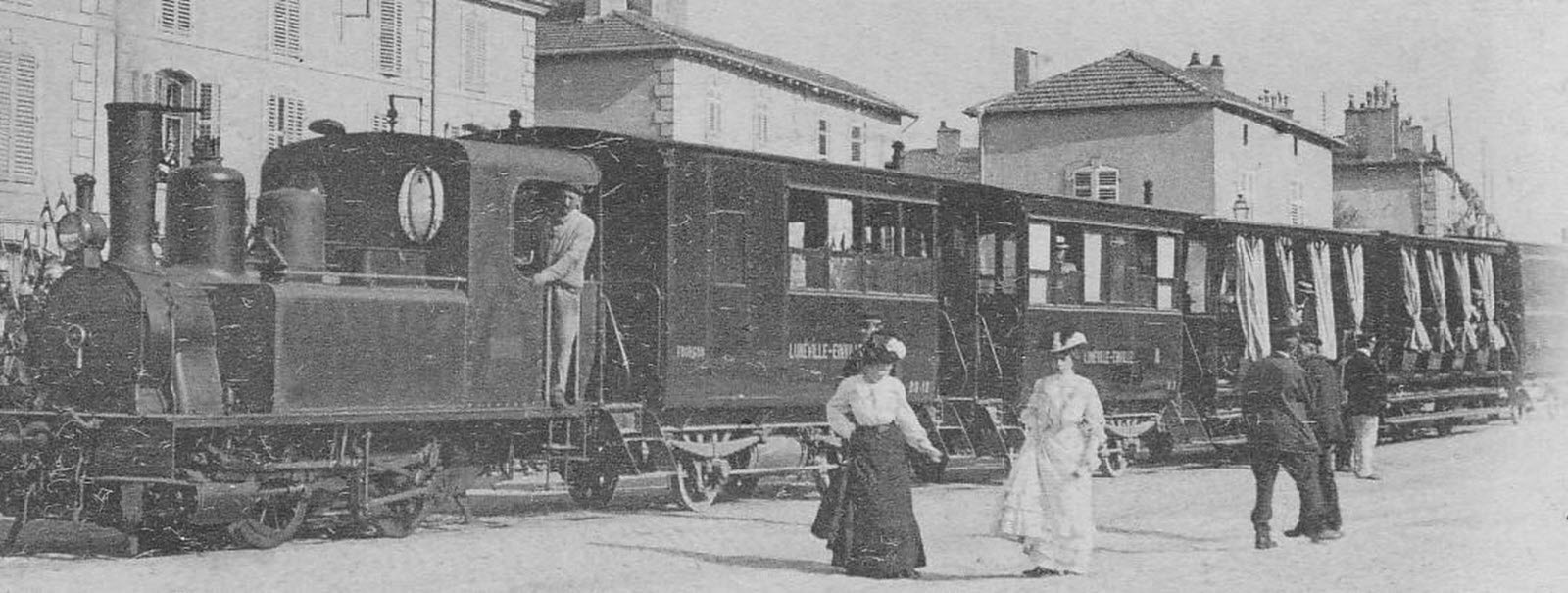
Arrivée du Tacot, place du Château.

### Exploitation d'avant-guerre
Malgré les réticences des militaires particulièrement de la cavalerie et les premiers accidents d'une longue liste, le tramway est bien accueilli par la population. Il facilite ses déplacements et la mise en place de nombreuses festivités dans les environs de Lunéville. 
En 1910, l'embranchement à Jolivet avec le LBB favorise le transport de marchandises entre les Vosges et le canal de la Marne au Rhin. Le bilan économique de la compagnie reste équilibré sans grand bénéfice dans les premières années mais au bout de 10 ans les frais de maintenance deviennent de plus en plus importants. 
La ligne dessert alors les stations suivantes : Lunéville Gare de l'Est, Place Léopold, Grande Rue, Place du Château, Place des Carmes, Faubourg d'Einville (Octroi), Lunéville-Jolivet, Jolivet village, Bonviller et Einville pour une douzaine d'aller-retour.

Place du Château à Lunéville.
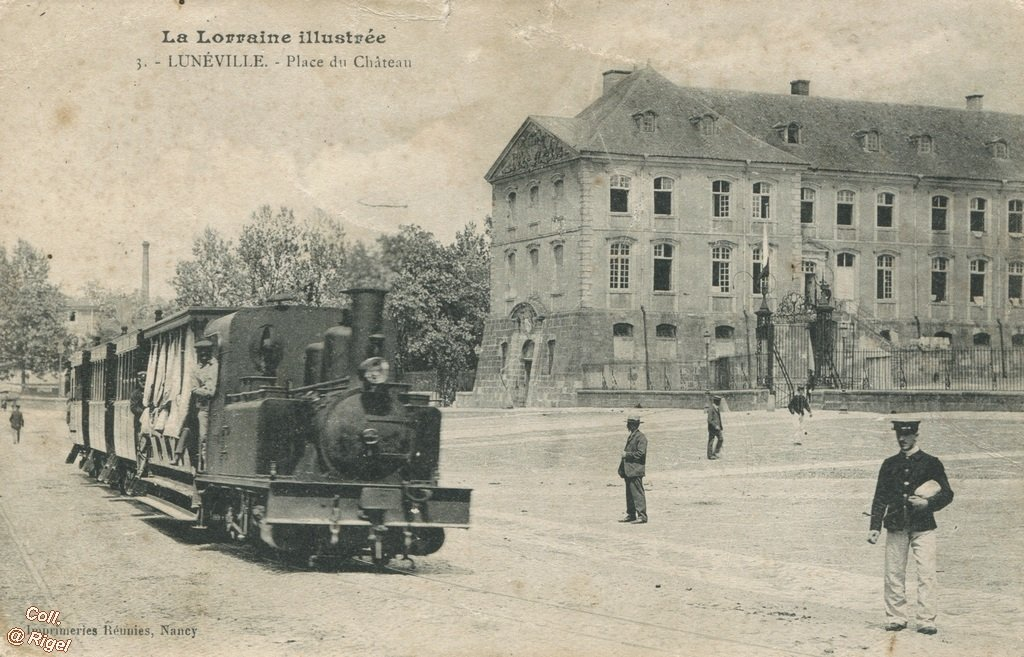
Arrêt du tramway.
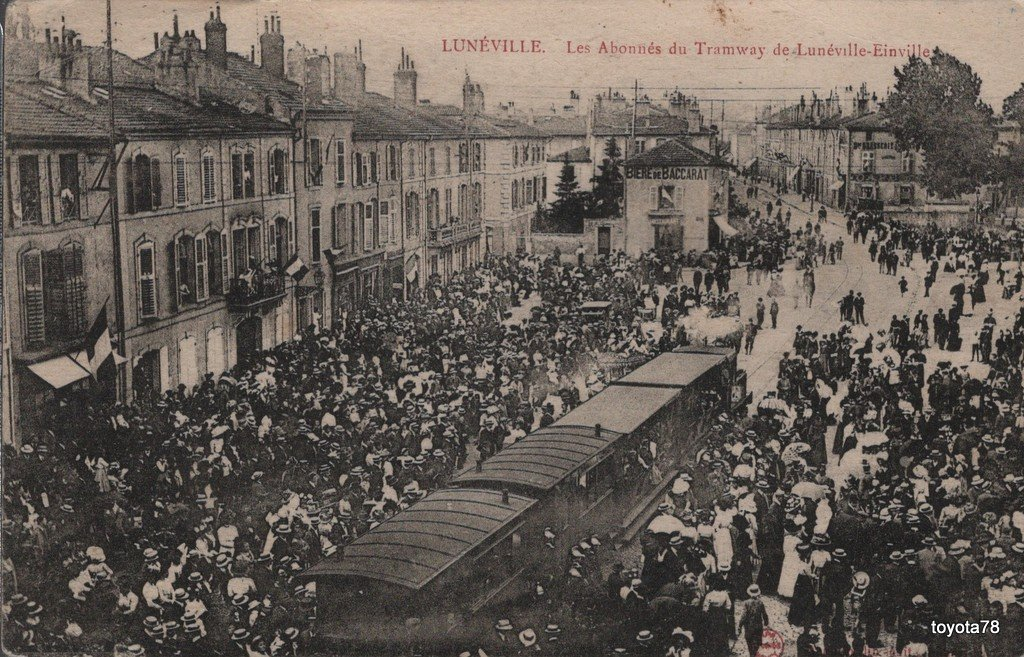
Jour de fête.

### La Première Guerre mondiale
Le tramway est arrêté le 1er août 1914. Lunéville et ses environs subissent des combats violents et sont envahis jusqu'en septembre. Les dégâts sont nombreux. Tous les villages de la ligne ainsi que Lunéville sont libérés peu de temps après, mais le front se stabilise à proximité.
Le Génie remet provisoirement en état les installations pour permettre quelques transports fin 1914. Au 1er janvier 1915,  seules les marchandises sont transportées et le 1er mai 1915 la ligne Lunéville à Einville est réquisitionnée par l'armée.
L'exploitation partielle de la Compagnie du Tramway reprend le 1er janvier 1919 avec trois trains par jour et par tronçons. La reconstruction des ponts se fait à partir de 1920 et permet le fonctionnement normal.

La gare d'Einville.
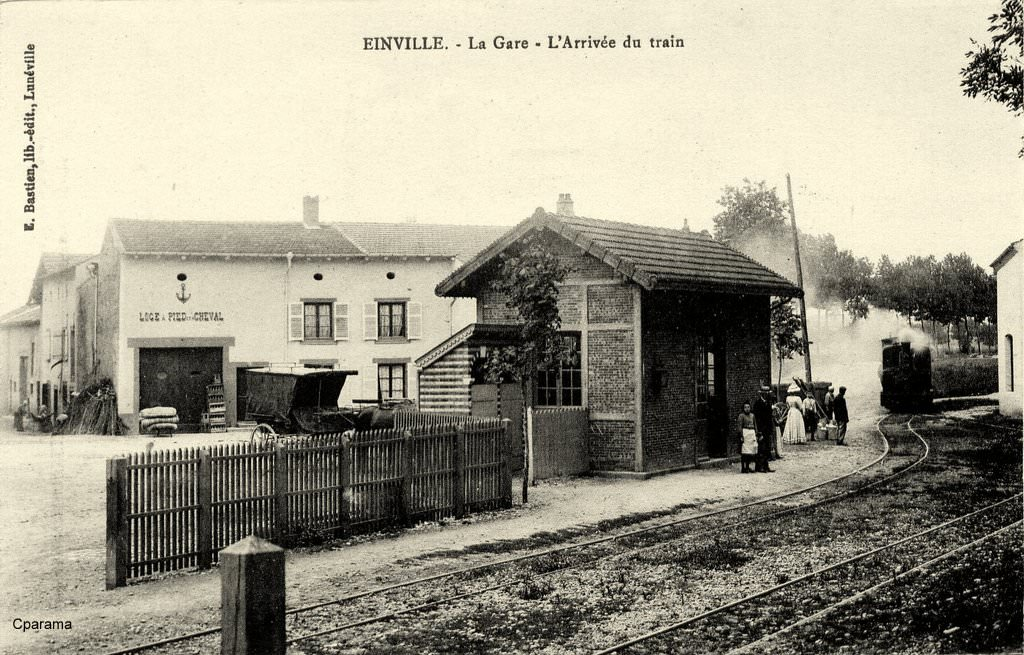
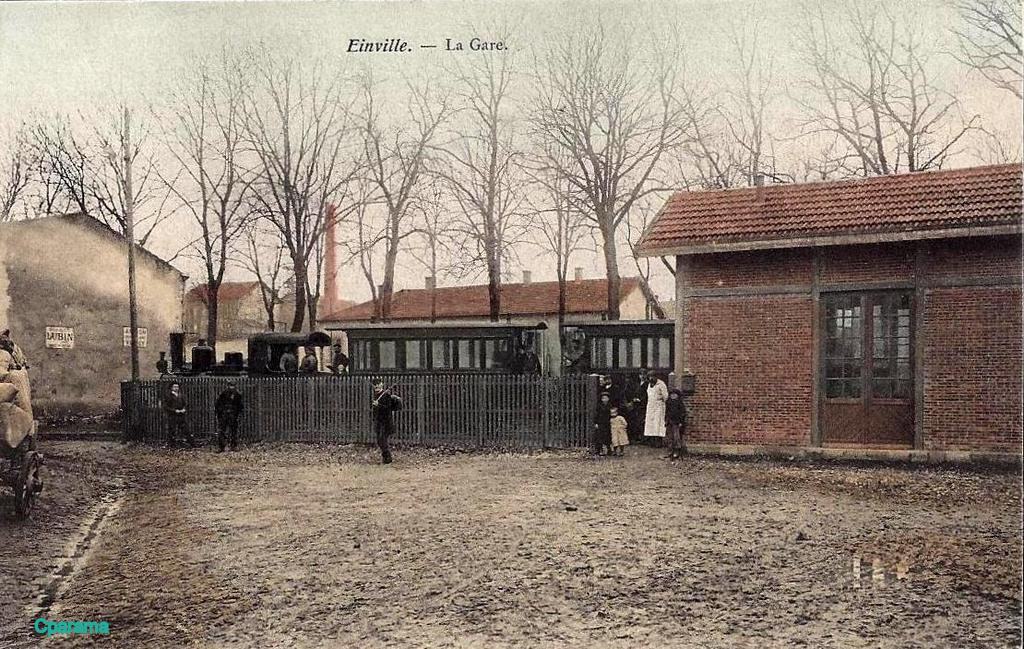
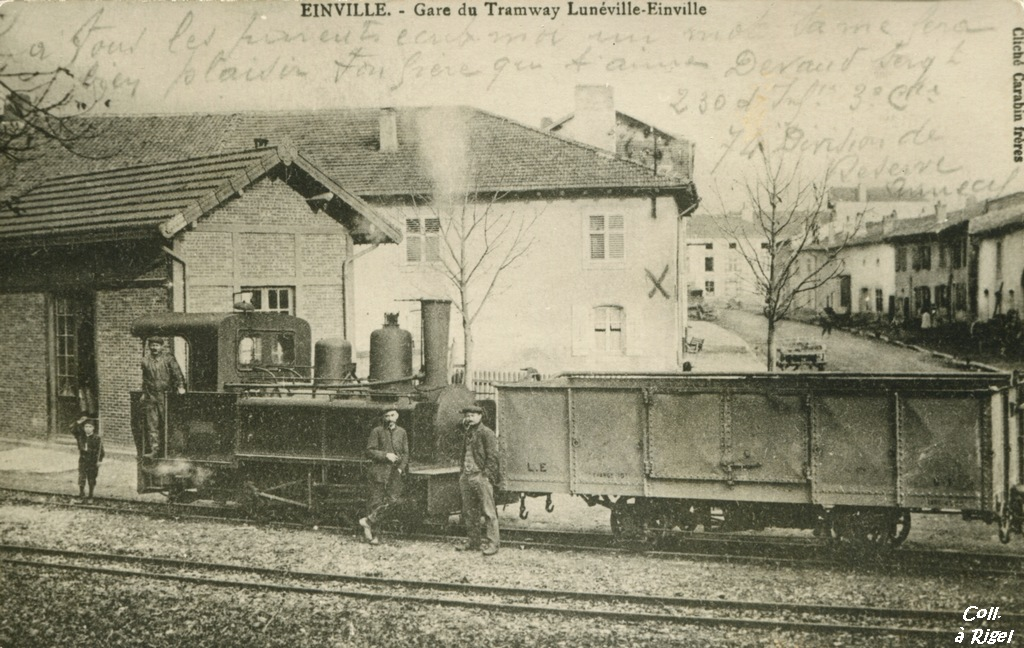

### Fin du service
Le LBB fusionne le 1er janvier 1921 avec le LE. Le tramway est remplacé par le chemin de fer départemental. L'ensemble est devenu réseau d'intérêt local. L'achat de deux automotrices JM de Dion Bouton avec remorque le 1er juillet 1924 permet de répondre aux désirs des habitants qui se plaignent de la pollution. Les locomotives à vapeur, réservées aux trains de marchandises, ne traversent plus la ville.
Dès 1926, le bilan devient déficitaire et ne fait que croître, ce qui oblige la suppression du service voyageurs sur Einville le 1er novembre 1937. Le trafic marchandises est maintenu pour aider le fonctionnement du port d'Einville. Sous la pression des occupants allemands, la suppression du service marchandises est effectif le 15 septembre 1942.
La vente des gares et des terrains ont lieu en 1946. La gare d'Einville est conservée par la commune.